# High Orbit Ion Cannon
Chronologie des versions
Low Orbit Ion Cannon
HOIC, pour High Orbit Ion Cannon (qui peut être traduit par « canon à ion de haute orbite ») est une application de test de réseau et d’attaque par déni-de-service, liée à LOIC, écrite en BASIC et développée par Praetox Technologies. L’application tente une attaque par déni-de-service par HTTP Flood et peut cibler jusqu’à 256 adresses URL en même temps, grâce à des scripts « booster ». Le nom s’inspire d’une arme fictive de la série de jeux vidéo Command and Conquer. 

## Développement
HOIC a été développé pour dépasser quelques faiblesses de sa précédente application de test de réseau, Low Orbit Ion Cannon (LOIC), c’est-à-dire la détection et la puissance. La détection a été réduite par l’utilisation des scripts .hoic qui permettent aux attaquants de masquer leur géolocalisation ; la puissance – par contre – a été augmentée en permettant à un seul utilisateur de lancer un nombre significatif de requêtes HTTP (soit GET soit POST) dans un moment donné. Cette dernière amélioration a réduit le nombre des attaquants requis pour une attaque de plusieurs milliers à 50[réf. nécessaire].

## Utilisateur
HOIC exploite une interface graphique facile à utiliser. Pour lancer une attaque, il faut spécifier l’URL cible, choisir la puissance (faible, moyenne, élevé), ajouter des scripts .hoic qui définissent différents paramètres et, enfin, appuyer sur « FIRE TEH LAZER » (Tire l' laser).

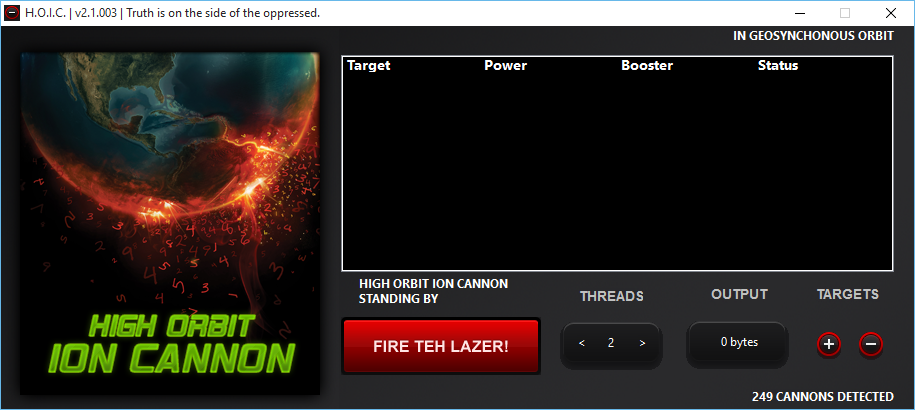
Interface graphique de HOIC

## Limitations
Pour qu’une attaque réussisse, il faut qu’un groupe de minimum 50 utilisateurs se coordonne. Ce nombre augmente si le site ciblé présente de la protection. L’anonymat est, en théorie, garanti par l’utilisation des scripts .hoic[réf. nécessaire], mais ils ne sont pas suffisant pour protéger entièrement l'attaquant. Utiliser des réseaux qui rendent anonyme, comme le réseau Tor, n’est pas possible pour la faible bande passante.

## Première utilisation

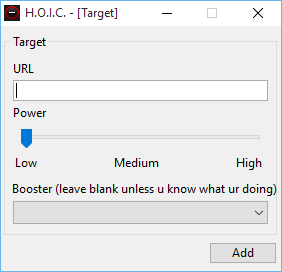
Fenetre de paramétrage de HOIC

Anonymous a été le premier groupe à utiliser publiquement High Orbit Ion Cannon en 2012, dans le cadre de l’opération Megaupload,, réaction à la décision du département de la Justice des États-Unis de fermer le site de partage de fichiers. Le premier site ciblé a été celui du ministère de la Justice américaine : après la réussite Anonymous a célébré l’attaque sur Twitter en menaçant de nouvelles attaques. Dans les heures suivant la fermeture du site du DoJ, d’autres sites ont été ciblés : ceux de Universal Music Group, de Warner Music Group, de la Recording Industry Association of America, de la Motion Picture Association of America et de la Broadcast Music. Finalement, le site du FBI a été la dernière victime, acquérant un statut de « Tango Down » (dans l'argot militaire, victime blessé ou morte). Anonymous a déclaré que cette opération a été la plus grande attaque par déni-de-service distribué de l’histoire, avec 27 000 utilisateurs participants.